# Darren Daye
Darren Daye, né le 30 novembre 1960, à Des Moines, en Iowa, est un ancien joueur américain de basket-ball. Il évolue au poste d'ailier. Il est le père d'Austin Daye.

## Palmarès
- McDonald's All American 1993
- Champion d'Italie 1988, 1990
- Champion de France 1996
- Coupe d'Italie 1992